# 1906 na arte

## Quadros
- Praia de Cascais de Carlos I de Portugal.
- Le bonheur de vivre (concebido entre 1905 e 1906) de Henri Matisse.

## Nascimentos
| Data            | Nome                    | Profissão                                               | Nacionalidade                              | Observações | Ref |
| --------------- | ----------------------- | ------------------------------------------------------- | ------------------------------------------ | ----------- | --- |
| 18 de janeiro   | Manuel Mendes           | escritor, escultor e político                           | Reino Unido de Portugal, Brasil e Algarves | m. 1969     |     |
| 15 de fevereiro | Bonifácio Lázaro Lozano | pintor                                                  | Reino Unido de Portugal, Brasil e Algarves | m. 1999     |     |
| 23 de fevereiro | Dominguez Alvarez       | pintor                                                  | Reino Unido de Portugal, Brasil e Algarves | m. 1942     |     |
| 5 de março      | Arlindo Vicente         | pintor                                                  | Reino Unido de Portugal, Brasil e Algarves | m. 1977     |     |
| 17 de junho     | Aldo Bonadei            | pintor                                                  | Brasil                                     | m. 1974     |     |
| ??              | Ado Malagoli            | pintor                                                  | Brasil                                     | m. 1994     |     |
| ??              | Reynaldo Manzke         | pintor                                                  | Brasil                                     | m. 1980     |     |
| ??              | Tomoo Handa             | pintor, desenhista, historiador, escritor e jornalista  | Japão                                      | m. 1996     |     |
| ??              | Carlos Leão             | arquiteto, pintor, aquarelista e desenhista             | Brasil                                     | m. 1983     |     |
| ??              | Joaquim Tenreiro        | marceneiro, projetista de mobiliário, pintor e escultor | Reino Unido de Portugal, Brasil e Algarves | m. 1992     |     |
| ??              | Roberto Rodrigues       | desenhista, ilustrador e escultor                       | Brasil                                     | m. 1929     |     |

## Mortes
| Data            | Nome                             | Profissão                            | Nacionalidade                      | Observações | Ref |
| --------------- | -------------------------------- | ------------------------------------ | ---------------------------------- | ----------- | --- |
| 13 de fevereiro | Albert Gottschalk                | pintor                               | Dinamarca                          | n. 1866     |     |
| 1 de julho      | António Xavier de Sousa Monteiro | escritor, compositor, pintor e bispo | Portugal                           | n. 1829     |     |
| 22 de outubro   | Paul Cézanne                     | pintor                               | França                             | n. 1839     |     |
| 22 de novembro  | Ernst Josephson                  | pintor                               | Reino da Suécia e Noruega (Suécia) | n. 1851     |     |

## Prémios
- Prémio Valmor e Municipal de Arquitectura 1906 - Miguel Ventura Terra[1].